# Commentaires du ministre de la Justice
En droit québécois, les Commentaires du ministre de la Justice sont un ouvrage complémentaire au Code civil du Québec 
qui a été publié en 1993 par le ministère québécois de la justice. Il s'agit d'un guide gouvernemental pour aider à l'interprétation du Code civil du Québec. Bien que les commentaires ne constituent pas un texte législatif officiel, ils ont souvent été au cœur de décisions importantes de la Cour d'appel du Québec et de la Cour suprême du Canada concernant l'interprétation des lois. 
À titre d'exemple, dans l'arrêt Doré c. Verdun de 1997, la Cour suprême du Canada traite longuement de l'utilité des Commentaires du ministre de la justice en droit québécois. Puisque les Commentaires du ministre de la Justice ont été publiés avant les principaux Codes civils annotés, au début des années 1990, il s'agissait alors pratiquement du seul ouvrage qui expliquait article par article, voire de manière encyclopédique, les règles du droit civil québécois. Ils demeurent encore utilisés car ils contiennent de nombreuses explications sur les motifs du législateur provenant du gouvernement lui-même, ce qui les distinguent des autres ouvrages savants qui commentent le Code.
La Cour suprême a jugé dans l'arrêt Doré c. Verdun précité que « Toutefois, ces commentaires ne constituent pas une autorité absolue.  Ils ne lient pas les tribunaux et leur poids pourra varier, notamment, au regard des autres éléments pouvant aider l’interprétation des dispositions du Code civil ».